# アフガニスタン・イスラム首長国の政府
アフガニスタン・イスラム首長国の政府は、現在のアフガニスタンのターリバーン・イスラム運動の枠組みによって設立され、運用されているアフガニスタンの政府である。政府は立法/行政および司法制度で構成されているが、2022年に新憲法の制定が予定されているため、現在の体制は一時的なものである。一方、現政府は1964年のアフガニスタン憲法の改正版を一時的に国の最高法規とすることを発表した。

## 最高指導者

### 最高指導者
最高位の地位は、1996年から2001年までのムハンマド・オマル政権時代のアフガニスタンの元々の政治構造に由来する。オマルは正式にアミール・アル・ムウミニーンという称号を授与され、アフガニスタン最高評議会の長という公式の地位を得た。1998年の憲法草案では、アミール・アル・ムウミニーンが国家元首の正式な称号であった。
現在ハイバトゥラー・アクンザダが務めている最高指導者は国家元首と国の最高宗教当局であるアフガニスタン・イスラム軍の最高司令官を務め、すべての政治的決定と人事について最終的な承認と発言権を有している。すべての議員、閣僚、裁判官は、ラフバリ・シューラとの協議と承認を得て、最高指導者が直接任命する。最高指導者はラフバリ・シュラのメンバーを指名して、最終承認のために役人を推薦することができる。

### ラフバリ・シューラ
ラフバリ・シューラは、ムハンマド・オマル政権時の高官をメンバーとするアフガニスタン・イスラム首長国の事実上の行政・立法機関であり、パキスタンでクエッタ・シューラに発展した。ラフバリ・シューラの前身は、オマルが率いるアフガニスタン・イスラム首長国の最高評議会であり、評議会は閣僚、最高裁判所長官、上級軍事司令官で構成されていた。
ラフバリ・シューラは30人のメンバーからなり、半分強が政策のさまざまな分野を監督する責任を負う18の委員会のトップを務めている。その他のメンバーには、ウラマーの上級司令官が含まれる。 2021年に政権を掌握する前のターリバーンはラフバリ・シューラによって統治されており、委員会は彼らが支配する地域の政府機関および部局として機能していた。
現在、ラフバリ・シューラは裁判官、司令官、閣僚を承認または解任する権限を持っており、アフガニスタン内閣、司法制度および治安部隊に対する実質的な監督権を行使している。ただし、国防大臣、内務大臣、外務大臣などの主要閣僚の任命は、ラフバリ・シューラが直接行うことになっている。しかし、内閣の各部門の長の殆どは主にラフバリ・シューラのメンバーであり、両組織に対する責任は同義である。つまり、内閣は事実上無力であり、ほとんどの決定がラフバリ・シューラによって行われていることを意味する。ラフバリ・シューラを構成する委員会は以下の通り
- 高等法院
- 政治委員会
- 軍事委員会
- 文化委員会
- 経済委員会
- 独立した金融機関
- 教育委員会
- 健康委員会
- 機関委員会
- 囚人問題委員会
- 農業委員会
- 公益事業局
- 国境委員会
- 孤児と障害者局
- インテリジェンス委員会
- 鉱業委員会
- ガイダンスおよび招待委員会
- 民間人死傷者の予防/聴聞会
- 宗教奨学金・モニター担当役員

## 行政

### 首相
アフガニスタンの首相の地位は、アフガニスタン王国時代から存在している。役職は、アフガニスタン・イスラム国までのバーラクザイ朝の統治中に任命され、後に選出されました。首相職はイスラム首長国とイスラム共和国の下では廃止されたが、2021年のカーブル陥落後に再設置された。
これまでの政権とは異なり、現在の首相はアフガニスタン内閣の長として公務員を監督するという極めて限定的な権限しか持っていない。すべての決定は、実際には最高指導者とカンダハールに拠点を置くラフバリ・シューラが行う。現在の首相は、2021年9月7日に任命されたモハンマド・ハサン・アフンドである。首相の下には第一副首相と第二副首相の2人の副首相がおり、それぞれアブドゥルガニ・バラダルとアブドゥルサラーム・ハナフィが就いている。
首相と副首相はラフバリ・シューラのメンバーであり、しばしば政治委員会の長またはメンバーである。

### アフガニスタン内閣
現在の内閣は2021年9月7日に発表された暫定政府であり、保健大臣以外の役職は全てターリバーンのメンバーで、ほとんどがパシュトゥーンの血を引く男性である。2021年9月21日までに、パンジシール、バグラーン、サーレポルなどの重要な少数派地域出身の副大臣が追加発表された。その副大臣の中にはタジク人、ウズベク人、ハザーラ人も含まれていたが、女性は含まれていない。
内閣は、その省庁長の仕事を調整することにより、アフガニスタンの公務員を監督する責任があります。理論的には、ラフバリ・シューラは内閣の仕事を監督し、首相、内務大臣、外相、国防相などの主要ポストを直接任命する責任を負うが、実際には、ほとんどの閣僚はラフバリ・シューラのメンバーでもあり、最高指導者に対して責任を負うそれぞれの委員会のトップかメンバーを務めている

## 司法
法務省以外では、前政権のいかなる形態の枠組みの中で機能している公的な司法制度は知られていない。現在の司法制度はターリバーンの反乱の間に設置され、1996年から2001年にかけて最初のアフガニスタンイスラム首長国から引き継がれた臨時裁判所に依存している。現在の司法構造は、正式にはラフバリ・シューラの一部である。
司法制度は、適正手続きの完全な欠如、極度の刑罰、および被告の法的代理人の欠如について、法的および人権の観点から強く批判されている。しかし、政府の腐敗により、ターリバーンの司法制度の方がより迅速・効果的に裁判を行えると主張する人もいる。このため、地方では地元の人々から事件解決のためにターリバーンの裁判所がしばしば求められてきた。

### 最高裁判所
最高裁判所は、アフガニスタン・イスラム共和国から存続している。最高裁は最後の砦として機能するが、最高裁判所長官はラフバリ・シューラの一部として、アフガニスタン・イスラム首長国の指導者に対してのみ責任を負う。最高裁判所長官は、ラフバリ・シューラとの協議により指導者が任命する。

### 地方裁判所
各州には裁判官1名とウラマーの学者2名で構成される州裁判所がある。州裁判所は、地方レベルでは解決できなかった問題を解決する第二審の裁判所として機能する。州裁判所の裁判官は州知事によって指名され、アミール・アル・ムウミニーンが承認して任命する。

### 地元のジルガと裁判所
法律上の紛争は、最初に地区、地方自治体、村のレベルで召集されるジルガによって処理される。数人のウラマーと、戦闘員が関係する事件の場合は司令官が事件を取り仕切る。カーブル、カンダハール、ヘラート、マザーリシャリーフなどの大都市では、イスラム法学に精通した1人の判事が事件を処理する。

## 行政区画

### 州
各州の長は、ラフバリ・シューラと協議してアミール・アル・ムウミニーンによって任命された知事である。州知事は、統治と安全保障のさまざまな側面を処理するために設立されたさまざまな委員会を通じて、州の統治を監督する。州知事は、最高指導者によって任命された複数の地区知事を統轄する。

### 地区
アフガニスタン・イスラム共和国と同様に、州は知事が主宰するいくつかの地区で構成されています。州知事と同様に、地区知事も統治の様々な側面を監督するいくつかの委員会の形で、その地域のそれぞれの公務員を監督する。

## 治安部隊
アフガニスタン・イスラム首長国の内外の安全保障は、それぞれ内務省と国防省が担う。現在の国防大臣は、ラフバリ・シューラ内の軍事委員会の長でムハンマド・オマルの息子のムハンマド・ヤクーブで、内務大臣はハッカーニ・ネットワークのトップ、シラジュディン・ハッカーニである。
現在、イスラム首長国軍は8つの軍団に細分化されており、そのほとんどがアフガニスタン国軍の以前の軍団に取って代わっている。2021年11月、国防相代理のムハンマド・ヤクーブは、新しい名前と軍団の名前を発表した。